# Find a Grave
Find A Grave (nghĩa đen: tìm mộ) là trang web mở cho phép cộng đồng tra cứu và thêm thông tin cho những người đã khuất, giống như một nghĩa trang trực tuyến. Five A Grave thu thập ảnh chụp bia mộ, thông tin người chết từ các tình nguyện viên và đăng tải lên trang của mình. Đơn vị chủ quản trang web là Ancestry.com.